# Schizomider
Schizomider (Schizomida) är en ordning i klassen spindeldjur, tillsammans med bland annat skorpioner, fästingar och kvalster. Ibland räknas de som underordning till gisselskorpioner.